# 両川村 (大分県)
両川村（ふたがわむら）は、かつて大分県宇佐郡にあった村。

## 沿革
- 1889年（明治22年）4月1日 - 町村制施行に伴い香下村、北山村、沖村、広瀬村、小坂村、新洞村、櫛野村が合併し、宇佐郡両川村が成立。
- 1955年（昭和30年）1月1日 - 宇佐郡院内村、東院内村、南院内村、高並村と合併し、院内村を新設して消滅。